# آب‌انجیر سفلی (رستم)
آب انجیر سفلی روستایی از توابع بخش رستم شهرستان ممسنی در استان فارس ایران است.

## جمعیت
این روستا در دهستان پشتکوه رستم قرار دارد و براساس سرشماری مرکز آمار ایران در سال ۱۳۸۵، جمعیت آن زیر سه خانوار بوده‌است.